# Plano horizontal de Frankfort
Plano horizontal de Frankfurt é um plano estabelecido do ponto mais baixo da margem orbitária ao ponto mais alto da margem do meato acustico externo, visualizado em representações de perfil.